# Приходько Дмитро Петрович
Дмитро́ Петро́вич Прихо́дько — український науковець, інженер, педагог та винахідник, психолог, кандидат психологічних наук, доцент, підполковник запасу.

## Біографія
У 1993 році закінчив Харківське вище військове авіаційне інженерне училище за спеціальністю «Авіаційне обладнання», отримав кваліфікацію «інженер-електрик». Навчався у Національній юридичній академії України ім. Я. Мудрого за спеціальністю «Правознавство». У 1998 році закінчив і отримав кваліфікацію «юрист». Продовжив навчання в Українській інженерно-педагогічній академії за спеціальністю «Управління навчальним закладом» (2012). У 2008 році захистив кандидатську дисертацію «Особливості станів психічного напруження курсантів-льотчиків в період наземної підготовки» (науковий керівник ― А. Л. Злотніков).
Станом на лютий 2017 року — доцент кафедри психології та педагогіки Харківського національного університету Повітряних Сил імені Івана Кожедуба. 
Від 2022 року — доцент кафедри психології, педагогіки та філології Харківської державної академії культури. У 2024 році призначено на посаду в. о. завідувача кафедри. Викладає дисципліни: «Практикум з кризового консультування та травматерапії», КЗВ: «Психологія взаємодії у творчій команді», «Психологічний спецпрактикум», «Спеціальна (Військова) психологія», КЗВ: «Психологія впливу у міжособистісній взаємодії та засобах масової комунікації», КЗВ: «Психологія інформаційного впливу та інформаційної безпеки», КЗВ: «Психологічні техніки відновлення у кризових та психотравмуючих ситуаціях», «Соціальна психологія», КЗВ: «Формування та розвиток резілієнтності», «Перша психологічна допомога в кризових ситуаціях в соціокультурній сфері», «Психологія культури та мистецтва», «Історія психології», «Основи психокорекції», «Основи психологічної практики», КЗВ: «Психологія екстремальних ситуацій».
Входить до складу Української асоціації сімейних психологів.

### Серед робіт:
- «Методологія вивчення психологічної готовності військовослужбовців до діяльності в особливих умовах у складі миротворчих підрозділів», 2009.
- Військова психологія: навч. посіб. Ч. 1 / [Ананьїн В. О., Приходько Д. П. та ін.] ; за ред. В. О. Ананьїна. ― Київ: ВІТІ НТУУ «КПІ», 2010. ― 240 с.
- Військова психологія: навч. посіб. Ч. 2 / [Ананьїн В. О., Приходько Д. П. та ін.] ; за ред. В. О. Ананьїна. ― Київ: ВІТІ НТУУ «КПІ», 2010. — 260 с.
- Психологічна підготовка та адаптація військовослужбовців Повітряних Сил до ведення бойових дій (на основі досвіду антитерористичної операції): навч.-метод. посіб. / [Алімпієв А. М., Афанасенко В. С., Приходько Д. П. та ін.] ; Харків. нац. ун-т Повітряних Сил ім. Івана Кожедуба. ― Харків: ХНУПС ім. Івана Кожедуба, 2018. ― 296 с.
- Особливості впровадження інтерактивних методів навчання в освітній процес закладів вищої освіти / Артюхова В. В., Кравченко О. В., Приходько Д. П. // Вісн. Нац. ун-ту оборони України: зб. наук. пр. — Київ, 2020. — Вип. 1(54). — С. 37–44.
- Приходько Д. П. Реабілітація військовослужбовців учасників ООС (АТО) як складова відновлення ЗС України / Д. П. Приходько, С. В. Скубицький // Новітні технології — для захисту повітряного простору: XVII міжнар. наук. конф. Харків. нац. ун-ту Повітряних Сил імені Івана Кожедуба: тези доп., 14-15 квіт. 2021 р. / М-во оборони України, Харківський нац. ун-т Повітряних Сил ім. Івана Кожедуба. — Харків, 2021. — С. 668—669.
- Приходько Д. Особливості адаптації населення до вимушених змін у ході війни / Д. Приходько, В. Кислий // Інформаційно-психологічне протиборство в умовах російсько-української війни: матеріали наукового семінару Харків. нац. ун-ту Повітряних Сил ім. Івана Кожедуба, 23 груд. 2022 р / М-во оборони України, Харків. нац. ун-т Повітряних Сил ім. Івана Кожедуба. — Харків, 2022. — С. 48–52.
- Конфліктологія : конспект лекцій з дисципліни для здобувачів першого (бакалавр.) рівня вищої освіти, спец. 053 «Психологія», освіт.-проф. програма «Психологія» / М-во культури та інформ. політики України, Харків. держ. акад. культури, Ф-т культурології та соціальних комунікацій, Каф. психології, педагогіки та філології ; [уклад.: Д. П. Приходько]. — Харків : ХДАК, 2024. — 181 с.
- The role of technology in the development of higher education in Ukraine in the context of global challenges / Oleksandr Malieiev, Vitalii Kyslyi, Dmytro Prykhodko, Andrii Babych, Krystyna Yandola // Eduweb : revista de tecnologia de informacion y comunicacion en educacion. — 2024. — Vol. 18, № 3. — P. 157-166.

### Серед патентів
- «Канал вимірювання похилої дальності до літальних апаратів для ЛІВС з можливістю розпізнавання літального апарата», 2011, співавтори Васильєв Дмитро Геннадійович, Коломійцев Олексій Володимирович, Пєвцов Геннадій Володимирович, Приходько Володимир Мусійович, Можаєв Олександр Олександрович, Рисований Олександр Миколайович, Сачук Ігор Іванович, Хударковський Костянтин Ігорович.
- «Канал автоматичного супроводження літальних апаратів за напрямком з використанням частот міжмодових биттів та можливістю формування і обробки зображення літальних апаратів», 2010, співавтори — Бєлімов Володимир Васильович, Васильєв Дмитро Геннадійович, Злотніков Андрій Львович, Коломійцев Олексій Володимирович, Купченко Леонід Федорович, Можаєв Олександр Олександрович, Приходько Володимир Мусійович, Альошин Геннадій Васильович, Сачук Ігор Іванович.
- «Автоматизоване робоче місце для перевірки психофізіологічних показників військового льотчика» / Приходько Д. П., Афанасенко В. С., Кислий В. Д., Злотніков А. Л., Широбоков Ю. М. та ін. // Патент на корисну модель № 86610. Харків, ХУПС, 2014.
- Збірка комп'ютерних програм «Автоматизований пункт психолога» / Приходько Д. П., Злотніков А. Л., Білоцерківська Ю. О., Кислий В. Д., Кучеренко Н. С., Кучеренко С. М., Толстолузька О. Г. // Свідоцтво про реєстрацію авторського права на твір № 99622, від 11.09.2020 р.

- «Програма підвищення кваліфікації психолога (соціального робітника) шляхом засвоєння вмінь та навичок використання авторського програмного забезпечення в своїй діяльності» / Приходько Д. П., Злотніков А. Л., Білоцерківська Ю. О., Кислий В. Д., Кучеренко Н. С. та ін. // Свідоцтво про реєстрацію авторського права на твір № 100257, від 06.10.2020 р.

- Комп'ютерна програма "Автоматизоване робоче місце психолога «АМЕТІС» / Приходько Д. П., Злотніков А. Л., Злотніков А. А., Кислий В. Д., Каплун В. М., Толстолузька О. Г. // Свідоцтво про реєстрацію авторського права на твір № 104365, від 29.04.2021 р[4].